# Білі курці

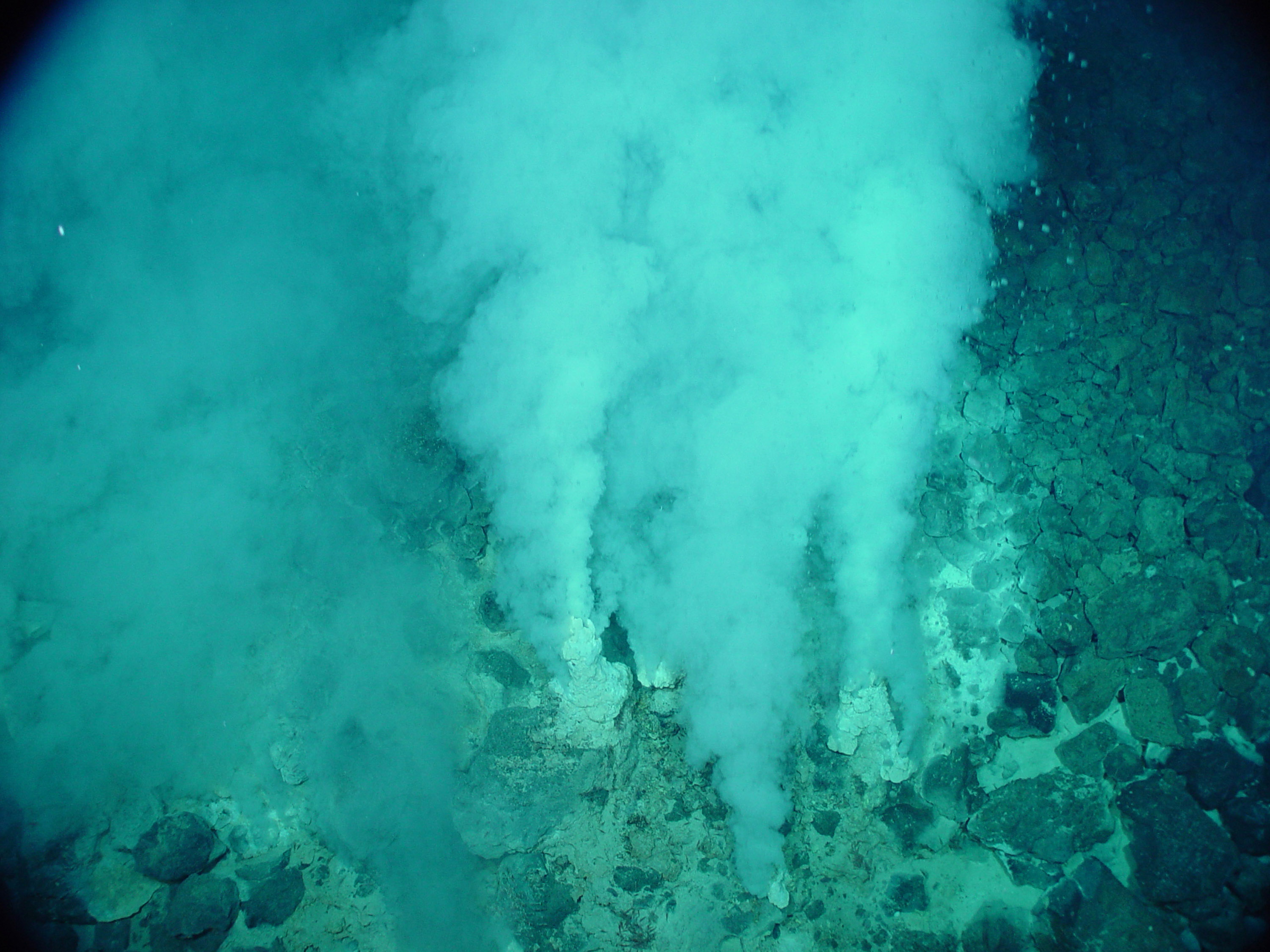
Білі курці в рифтовій зоні

Білі курці (білі курильники) — глибоководні гідротермальні джерела (температура до 200—300 °C), що приурочені, як правило, до рифтових зон серединно-океанічних хребтів. Ззовні мають вигляд високих (до 60 м і більше) конічних труб, складених переважно кремнеземом і ангідритом. Над їх жерлами піднімаються хмари білого кольору із тонкодисперсного аморфного кремнезему і ангідриту.
«Білі курильники» виносять гіпс та цинк.